# Hania El Hammamy
Hania El Hammamy, née le 1er septembre 2000 au Caire, est une joueuse professionnelle de squash représentant l'Égypte. Elle atteint le 2e rang mondial en septembre 2022, son meilleur classement. Elle est championne du monde junior en 2019.

## Biographie
Hania El Hammamy fait partie de la génération égyptienne qui s'impose au début des années 2000. Elle commence par faire de la gymnastique mais l'exemple de son frère Karim El Hammamy, joueur professionnel de squash, l'incite à pratiquer également ce sport dès l'âge de sept ans.
Elle devient la première joueuse née au XXIe siècle à remporter un tournoi PSA après s'être imposée face à Fiona Moverley en finale de l'Open de Genève en mars 2015 sans perdre un jeu durant le tournoi. Cette victoire à l'âge de 14 ans lui permet également d'être la 2e plus jeune joueuse à remporter un titre après Habiba Mohamed.
Après avoir gagné toutes les catégories d'âge au British Junior Open, elle est tête de série no 1 et favorite du championnat du monde junior 2017 mais perd en finale face à sa compatriote Rowan Elaraby,.
Elle confirme rapidement en créant la sensation lors du Windy City Open 2018 en s'imposant au 1er tour face à Nicol David, huit fois championne du monde, après avoir remonté un handicap de deux jeux. C'est la première défaite de Nicol David au premier tour d'un tournoi World Series en 16 ans.
Elle intègre pour la première fois le top 20 en mai 2018 à l'âge de dix-sept ans.
En juillet 2018, elle s'incline à nouveau en finale du championnat du monde junior face à Rowan Elaraby, revanche de l'année précédente. En janvier 2019 alors qu'elle est 17e mondiale, elle remporte à nouveau le British Junior Open. En mars 2019, elle élimine la 3e joueuse mondiale Nour El Tayeb au 2e tour du tournoi PSA Gold  Black Ball Squash Open.
En août 2019, elle remporte pour sa troisième finale consécutive le titre de championne du monde junior. En octobre, elle atteint les demi-finales du championnat du monde en remontant un handicap de deux jeux en quart de finale face à la 4e joueuse mondiale, Camille Serme. Grâce à cette performance, elle intègre pour la première fois le top 10 en décembre 2019. En mars 2020, elle remporte son premier tournoi platinum, catégorie la plus prestigieuse, lors du Black Ball Squash Open face à la championne du monde Nour El Sherbini. En avril 2022, elle remporte le prestigieux British Open face à la no 1 mondiale Nouran Gohar.

## Palmarès

### Titres
- Tournoi des champions :  2025
- Qatar Classic : 2023
- Hong Kong Open : 2 titres (2022, 2023)
- Open d'Égypte : 2022
- El Gouna International : 2022
- British Open : 2022
- World Series Finals : 2020
- Black Ball Squash Open : 2020
- Optasia Championships : 2025
- Open de Manchester : 2021
- Championnats du monde junior : 2019
- British Junior Open : 2 titres en moins de 19 ans (2017,2019)
- Championnats du monde par équipes : 2022

### Finales
- Championnats du monde : 2024-2025
- Windy City Open : 2022
- US Open : 2 finales (2021, 2023)
- World Series Finals : 2 finales (2021, 2023)
- Houston Open : 2025
- Open de Singapour : 2024
- London Squash Classic : 2024
- SmartCentres Kinetic Florida Open 2024
- Grasshopper Cup : 2 finales (2022, 2023)
- Black Ball Squash Open : 3 finales (2020, 2021, 2023)[11]
- Championnats du monde junior : 2 finales (2017, 2018)